# جون بارنوم
جون بارنوم (بالإنجليزية: John Barnum)‏ هو لاعب غولف أمريكي، ولد في 6 أكتوبر 1911، وتوفي في 30 أكتوبر 1996.